# Naum Tiufekchiev
Naum Tiufekchiev (en bulgare : Наум Тюфекчиев, romanisé Naum Tûfekčiev), né le 29 juin 1864 à Resen, dans l'Empire ottoman est un révolutionnaire artificier, tacticien et marchand d'armes anarchiste bulgare et macédonien. Il est un membre et un dirigeant de l'Organisation révolutionnaire intérieure macédonienne (VMRO). 
Il sert à la fois d'enseignant dans des méthodes de guérilla urbaine, dans des méthodes de terrorisme, dans la pyrotechnie et comme plaque tournante d'armements. Il participe aussi à des complots, des attentats et des assassinats dans les Balkans. Il assassine, entre autres, Stefan Stambolov, premier ministre bulgare qui persécute la VMRO et qui est accusé de chercher un rapprochement important avec l'Empire ottoman.  
En plus de l'anarchisme, il défend une réunion des Macédoniens et des Bulgares, et milite pour la libération de la Macédoine du Nord du joug ottoman. Il s'engage en outre dans de nombreuses collaborations avec des mouvements révolutionnaires étrangers, comme le Comité union et progrès (CUP), la Fédération révolutionnaire arménienne (FRA), avec qui il prépare l'Opération Nejuik, les Frères rouges bulgares et le Parti ouvrier social-démocrate de Russie (POSDR). Il transmet ou vend son savoir faire d'artificier et des armes à de nombreux mouvements, et est à l'origine, entre autres, des premiers ateliers d'artificiers révolutionnaires dans l'Empire russe. 
Il meurt assassiné par Todor Aleksandrov, le dirigeant de l'Organisation révolutionnaire intérieure macédonienne (VMRO), dans le cadre de guerres de factions au sein de l'organisation, le 25 février 1916 à Sofia, en Bulgarie.

## Biographie
Il naît à Resen, alors sous contrôle ottoman, le 29 juin 1864. Il étudie la pyrotechnie à Liège, en Belgique.
En 1891, il fait partie du complot visant à assassiner Stefan Stambolov, le premier ministre bulgare de l'époque critiqué pour ses méthodes autoritaires, son soutien à l'Empire ottoman et la répression lancée à l'égard de la VMRO,, aux côtés, notamment, de ses deux frères et de Dimitar Rizov (en). L'attentat échoue, mais parvient à tuer le ministre des finances, Hristo Belchev,,. Son frère Dencho est pris et torturé, puis meurt en détention, mais Naum parvient à s'enfuir en Serbie puis à Odessa et est condamné à mort par contumace.
En 1892, il rejoint Constantinople avec de faux papiers au nom de Ivan Hristo. Il y assassine le médecin et diplomate bulgare Georges Vulkovich, un ami de Stefan Stambolov,. Il s'enfuit et retourne dans l'Empire russe et est condamné à 15 ans de prison par contumace dans l'Empire ottoman. Les services secrets bulgares l'accusent d'avoir été en lien avec les services secrets russes pour faire cet attentat.
En 1894, il fonde, avec d'autres personnalités, la Société littéraire des Jeunes Macédoniens.
Il retourne en Bulgarie après que Stefan Stambolov a perdu le pouvoir et participe au complot qui l'assassine finalement, le 19 juillet 1895,. Il est acquitté, faute de preuves. En 1903, il est élu président d'un comité d'action de l'Organisation révolutionnaire intérieure macédonienne (VMRO), où il représente la tendance anarchiste et participe à l'Insurrection d'Ilinden contre l'Empire ottoman,,. Dans ce cadre, il s'implique aussi en Albanie contre l'Empire ottoman et entretient des liens avec Faik Konica (en), le dirigeant des révolutionnaires albanais.
En plus de l'anarchisme, Naum Tiufekchiev soutient les positions de Boris Sarafov (en) et milite pour la réunion des Macédoniens et des Bulgares, ce qui, au sein de la VMRO, est appelé le sarafisme.
Après la mort de son fils Alexandre, au début des années 1900, il donne 5000 levs bulgares à un évêque orthodoxe en Macédoine du Nord, pour qu'il les distribue en son honneur aux « pauvres macédoniens ». En 1905, il reçoit une délégation d'anarchistes russes en Bulgarie à qui il enseigne les fondamentaux de la pyrotechnie, pour qu'ils soient capables de mettre en place des laboratoires directement dans l'Empire russe.
Il entame des relations avec la Fédération révolutionnaire arménienne (FRA), notamment son dirigeant, Christapor Mikaelian, un autre révolutionnaire anarchiste et anti ottoman. A ce titre, il se joint à l'Opération Nejuik, complot visant à assassiner Abdülhamid II en rétribution des massacres hamidiens,. Les explosifs qu'il fournit sont de très mauvaise qualité et sont peut être responsables de la mort de Mikaelian, qui explose en les manipulant,. Il est soupçonné un temps par la direction de la FRA d'avoir délibérément saboté les explosifs, bien que la thèse de l'accident soit privilégiée par les historiens,. En 1909, il rencontre d'autres dirigeants de la FRA à qui il fournit un « nombre important d'explosifs » ainsi que des fusils et des pistolets autrichiens, selon un rapport de l'Okhrana, la police secrète de l'Empire russe. Ils parviennent à transporter les explosifs et les armes en Arménie ottomane et en Arménie russe après les avoir embarqué sur un navire à vapeur qui accoste à Batoumi, en Géorgie.
Il entretient aussi des liens importants avec les bolchéviks, qui le consultent, il dirige ainsi le futur général soviétique, qui est alors chimiste, Georges Skosarevskii et reçoit le dirigeant de l'organisation terroriste du mouvement bolchévik, Nicolas Burenin (en), à plusieurs reprises. Ce dernier le mentionne dans ses mémoires et déclare à son sujet : 

« En Macédoine, les participants à la lutte de libération nationale contre les esclavagistes turcs ont utilisé des bombes à main d'un type spécial. Tiufekchiev occupait une place prépondérante à Sofia, se tenait complètement ouvert et je l'ai trouvé sans trop de difficulté. Au lieu d'un mot de passe, Omega m'a donné une partie astucieusement découpée d'une carte de visite. La deuxième partie de cette carte de visite était avec Tiufekchiev. Après avoir comparé les deux parties, il était convaincu au nom de qui j'étais venu. Tiufekchiev m'a reçu cordialement, m'a escorté jusqu'à son bureau et a commencé à ouvrir et tirer les tiroirs de son grand bureau devant moi. Je n'en croyais pas mes yeux : toutes les caisses étaient pleines d'armes de toutes sortes - chargeurs, cartouches, armes à feu. Tiufekchiev m'a promis une assistance complète dans l'achat d'explosifs en France. »

En mai 1912, Naum collabore avec les services secrets turcs du Parti union et progrès (CUP) et participe à un attentat dans un casino, visant à la fois le tsar de Russie, Nicolas II, et le roi de Bulgarie, Ferdinand. L'attentat échoue mais blesse 8 personnes et en tue 4, dont le fils du général bulgare Kliment Boyadjiev et une des filles du général Ivan Fichev. 
Il meurt assassiné par Todor Aleksandrov, le dirigeant de l'Organisation révolutionnaire intérieure macédonienne (VMRO), dans le cadre de guerres de factions au sein de l'organisation, le 25 février 1916 à Sofia, en Bulgarie.